# Lylian Lebreton
Lylian Lebreton (Nantes, 6 de gener de 1972) és un ciclista francès, professional des del 1994 fins al 2002. Un cop retirat, s'ha dedicat a la direcció esportiva de diferents equips.

## Palmarès
- 1992
  - 1r als Tres dies de Cherbourg i vencedor d'una etapa
- 1993
  - 1r a la Ronde mayennaise
- 1994
  - 1r al Tour de l'Ain i vencedor d'una etapa
- 1997
  - Vencedor d'una etapa de la Volta a Xile

### Resultats al Tour de França
- 1998. 41è de la classificació general
- 1999. 51è de la classificació general

### Resultats a la Volta a Espanya
- 1996. Abandona

### Resultats al Giro d'Itàlia
- 1996. Abandona
- 1997. 68è de la classificació general